# Jeanne-Antide Thouret
Jeanne-Antide Thouret, född 27 november 1765 i Sancey-le-Long, Doubs, död 24 augusti 1826 i Neapel, var en italiensk nunna och grundare av Barmhärtighetssystrarna. Hon vördas som helgon inom Romersk-katolska kyrkan.

Jeanne-Antide Thouret anslöt sig till Barmhärtighetsdöttrarna (Filles de la charité de Saint-Vincent-de-Paul) år 1787 och verkade på olika sjukhus. År 1799 grundade hon Barmhärtighetssystrarna (Sœurs de la charité de Sainte-Jeanne-Antide-Thouret), vilka tjänstgör på skolor, barnhem och sjukhus.

## Bilder
| - Altare invigt åt den heliga Jeanne-Antide Thouret i kyrkan Santa Maria degli Angeli i Adria. |

### Webbkällor
- ”Santa Giovanna Antida Thouret, vergine”. Santi e Beati. http://www.santiebeati.it/Detailed/33000.html. Läst 30 november 2019.